# Qualifications au Championnat d'Europe féminin de basket-ball 2017
Les qualifications pour le Championnat d'Europe de basket-ball féminin 2017 débutent en novembre 2015.
Hormis le pays organisateur, tous les pays passent par cette phase de qualification.

## Chapeaux
Trente-trois pays tentent de qualifier. Ils sont classées en quatre chapeaux :
| Chapeau 1   | Chapeau 2 | Chapeau 3       | Chapeau 4          |
| ----------- | --------- | --------------- | ------------------ |
| Serbie      | Grèce     | Grande-Bretagne | Pays-Bas           |
| France      | Croatie   | Belgique        | Luxembourg         |
| Espagne     | Lettonie  | Slovénie        | Suisse             |
| Biélorussie | Suède     | Portugal        | Bosnie-Herzégovine |
| Turquie     | Italie    | Bulgarie        | Albanie            |
| Russie      | Ukraine   | Israël          | Islande            |
| Monténégro  | Hongrie   | Allemagne       |                    |
| Lituanie    | Pologne   | Estonie         |                    |
| Slovaquie   | Roumanie  | Finlande        |                    |

## Compositions des groupes
Ils sont ensuite répartis en neuf groupes (six de 4 équipes et trois de 3 équipes).
| Groupe   | Chapeau 1   | Chapeau 2 | Chapeau 3       | Chapeau 4          |
| -------- | ----------- | --------- | --------------- | ------------------ |
| Groupe A | Lituanie    | Lettonie  | Slovénie        |                    |
| Groupe B | France      | Croatie   | Estonie         | Pays-Bas           |
| Groupe C | Monténégro  | Italie    | Grande-Bretagne | Albanie            |
| Groupe D | Serbie      | Ukraine   | Allemagne       | Luxembourg         |
| Groupe E | Slovaquie   | Hongrie   | Portugal        | Islande            |
| Groupe F | Russie      | Grèce     | Bulgarie        | Suisse             |
| Groupe G | Biélorussie | Pologne   | Belgique        |                    |
| Groupe H | Turquie     | Roumanie  | Israël          | Bosnie-Herzégovine |
| Groupe I | Espagne     | Suède     | Finlande        |                    |

## Groupe A
| Rang | Équipe   | Pts | J | G | P | Pp  | Pc  | Diff |  | Résultats (dom.\ext.) |       |       |       |
| ---- | -------- | --- | - | - | - | --- | --- | ---- |  | --------------------- | ----- | ----- | ----- |
| 1    | Slovénie | 7   | 4 | 3 | 1 | 283 | 246 | 37   |  | Lituanie              |       | 81-87 | 64-73 |
| 2    | Lettonie | 7   | 4 | 3 | 1 | 280 | 278 | 2    |  | Lettonie              | 65-62 |       | 77-66 |
| 3    | Lituanie | 4   | 4 | 0 | 4 | 261 | 300 | -39  |  | Slovénie              | 75-54 | 69-51 |       |

- Qualification directe pour l'Eurobasket féminin 2017
- Qualification en tant que meilleur second pour l'Eurobasket féminin 2017

## Groupe B
| Rang | Équipe   | Pts | J | G | P | Pp  | Pc  | Diff |  | Résultats (dom.\ext.) |       |       |       |       |
| ---- | -------- | --- | - | - | - | --- | --- | ---- |  | --------------------- | ----- | ----- | ----- | ----- |
| 1    | France   | 12  | 6 | 6 | 0 | 463 | 321 | 142  |  | France                |       | 84-65 | 69-41 | 79-46 |
| 2    | Croatie  | 9   | 6 | 3 | 3 | 426 | 396 | 30   |  | Croatie               | 70-79 |       | 86-45 | 71-57 |
| 3    | Pays-Bas | 9   | 6 | 3 | 3 | 367 | 402 | -35  |  | Estonie               | 47-76 | 55-67 |       | 63-66 |
| 4    | Estonie  | 6   | 6 | 0 | 6 | 297 | 434 | -137 |  | Pays-Bas              | 52-76 | 76-67 | 70-46 |       |

- Qualification directe pour l'Eurobasket féminin 2017
- Qualification en tant que meilleur second pour l'Eurobasket féminin 2017

## Groupe C
| Rang | Équipe          | Pts | J | G | P | Pp  | Pc  | Diff |  | Résultats (dom.\ext.) |        |       |       |        |
| ---- | --------------- | --- | - | - | - | --- | --- | ---- |  | --------------------- | ------ | ----- | ----- | ------ |
| 1    | Italie          | 11  | 6 | 5 | 1 | 452 | 300 | 152  |  | Monténégro            |        | 66-57 | 78-64 | 99-39  |
| 2    | Monténégro      | 10  | 6 | 4 | 2 | 480 | 344 | 136  |  | Italie                | 57-56  |       | 71-52 | 121-38 |
| 3    | Grande-Bretagne | 9   | 6 | 3 | 3 | 454 | 367 | 87   |  | Grande-Bretagne       | 71-67  | 48-60 |       | 122-36 |
| 4    | Albanie         | 6   | 6 | 0 | 6 | 264 | 639 | -375 |  | Albanie               | 56-114 | 40-86 | 55-97 |        |

- Qualification directe pour l'Eurobasket féminin 2017
- Qualification en tant que meilleur second pour l'Eurobasket féminin 2017

## Groupe D
| Rang | Équipe     | Pts | J | G | P | Pp  | Pc  | Diff |  | Résultats (dom.\ext.) |        |       |        |       |
| ---- | ---------- | --- | - | - | - | --- | --- | ---- |  | --------------------- | ------ | ----- | ------ | ----- |
| 1    | Ukraine    | 12  | 6 | 6 | 0 | 492 | 372 | 120  |  | Serbie                |        | 82-88 | 100-57 | 73-51 |
| 2    | Serbie     | 10  | 6 | 4 | 2 | 540 | 378 | 162  |  | Ukraine               | 78-75  |       | 85-61  | 90-38 |
| 3    | Allemagne  | 8   | 6 | 2 | 4 | 422 | 419 | 3    |  | Allemagne             | 66-78  | 64-66 |        | 80-36 |
| 4    | Luxembourg | 6   | 6 | 0 | 6 | 269 | 554 | -285 |  | Luxembourg            | 38-132 | 52-85 | 54-94  |       |

- Qualification directe pour l'Eurobasket féminin 2017
- Qualification en tant que meilleur second pour l'Eurobasket féminin 2017

## Groupe E
| Rang | Équipe    | Pts | J | G | P | Pp  | Pc  | Diff |  | Résultats (dom.\ext.) |       |       |       |       |
| ---- | --------- | --- | - | - | - | --- | --- | ---- |  | --------------------- | ----- | ----- | ----- | ----- |
| 1    | Hongrie   | 11  | 6 | 5 | 1 | 417 | 344 | 73   |  | Slovaquie             |       | 49-68 | 56-43 | 86-40 |
| 2    | Slovaquie | 10  | 6 | 4 | 2 | 391 | 305 | 86   |  | Hongrie               | 65-64 |       | 68-44 | 72-50 |
| 3    | Islande   | 8   | 6 | 2 | 4 | 353 | 429 | -76  |  | Portugal              | 34-64 | 50-67 |       | 68-56 |
| 4    | Portugal  | 7   | 6 | 1 | 5 | 293 | 376 | -83  |  | Islande               | 55-72 | 87-77 | 65-54 |       |

- Qualification directe pour l'Eurobasket féminin 2017
- Qualification en tant que meilleur second pour l'Eurobasket féminin 2017

## Groupe F
| Rang | Équipe   | Pts | J | G | P | Pp  | Pc  | Diff |  | Résultats (dom.\ext.) |       |       |       |       |
| ---- | -------- | --- | - | - | - | --- | --- | ---- |  | --------------------- | ----- | ----- | ----- | ----- |
| 1    | Russie   | 12  | 6 | 6 | 0 | 433 | 312 | 121  |  | Russie                |       | 67-53 | 72-39 | 65-56 |
| 2    | Grèce    | 10  | 6 | 4 | 2 | 439 | 325 | 114  |  | Grèce                 | 66-67 |       | 95-67 | 83-46 |
| 3    | Bulgarie | 8   | 6 | 2 | 4 | 342 | 420 | -78  |  | Bulgarie              | 50-76 | 40-74 |       | 74-55 |
| 4    | Suisse   | 6   | 6 | 0 | 6 | 291 | 448 | -157 |  | Suisse                | 48-86 | 38-68 | 48-72 |       |

- Qualification directe pour l'Eurobasket féminin 2017
- Qualification en tant que meilleur second pour l'Eurobasket féminin 2017

## Groupe G
| Rang | Équipe      | Pts | J | G | P | Pp  | Pc  | Diff |  | Résultats (dom.\ext.) |       |        |       |
| ---- | ----------- | --- | - | - | - | --- | --- | ---- |  | --------------------- | ----- | ------ | ----- |
| 1    | Belgique    | 7   | 4 | 3 | 1 | 315 | 261 | 54   |  | Biélorussie           |       | 79-62  | 76-71 |
| 2    | Biélorussie | 6   | 4 | 2 | 2 | 272 | 265 | 7    |  | Pologne               | 65-56 |        | 61-77 |
| 3    | Pologne     | 5   | 4 | 1 | 3 | 251 | 312 | -61  |  | Belgique              | 67-61 | 100-63 |       |

- Qualification directe pour l'Eurobasket féminin 2017
- Qualification en tant que meilleur second pour l'Eurobasket féminin 2017

## Groupe H
| Rang | Équipe             | Pts | J | G | P | Pp  | Pc  | Diff |  | Résultats (dom.\ext.) |       |       |       |       |
| ---- | ------------------ | --- | - | - | - | --- | --- | ---- |  | --------------------- | ----- | ----- | ----- | ----- |
| 1    | Turquie            | 11  | 6 | 5 | 1 | 405 | 333 | 72   |  | Turquie               |       | 64-54 | 72-53 | 72-68 |
| 2    | Israël             | 10  | 6 | 4 | 2 | 411 | 397 | 14   |  | Roumanie              | 45-56 |       | 51-62 | 67-65 |
| 3    | Roumanie           | 8   | 6 | 2 | 4 | 358 | 401 | -43  |  | Israël                | 63-62 | 77-78 |       | 76-72 |
| 4    | Bosnie-Herzégovine | 7   | 6 | 1 | 5 | 394 | 437 | -43  |  | Bosnie-Herzégovine    | 50-79 | 77-63 | 62-80 |       |

- Qualification directe pour l'Eurobasket féminin 2017
- Qualification en tant que meilleur second pour l'Eurobasket féminin 2017

## Groupe I
| Rang | Équipe   | Pts | J | G | P | Pp  | Pc  | Diff |  | Résultats (dom.\ext.) |       |       |       |
| ---- | -------- | --- | - | - | - | --- | --- | ---- |  | --------------------- | ----- | ----- | ----- |
| 1    | Espagne  | 8   | 4 | 4 | 0 | 326 | 196 | 130  |  | Espagne               |       | 93-45 | 86-45 |
| 2    | Suède    | 6   | 4 | 2 | 2 | 250 | 262 | -12  |  | Suède                 | 52-75 |       | 94-45 |
| 3    | Finlande | 4   | 4 | 0 | 4 | 193 | 311 | -118 |  | Finlande              | 54-72 | 49-59 |       |

- Qualification directe pour l'Eurobasket féminin 2017
- Qualification en tant que meilleur second pour l'Eurobasket féminin 2017

## Classement des meilleurs deuxièmes
Les résultats contre les équipes classées quatrièmes de leur groupe ne sont pas pris en compte.
| Rang | Équipe                | Pts | J | G | P | Pp  | Pc  | Diff |
| ---- | --------------------- | --- | - | - | - | --- | --- | ---- |
| 1    | Lettonie (poule A)    | 7   | 4 | 3 | 1 | 280 | 278 | 2    |
| 2    | Grèce (poule F)       | 6   | 4 | 2 | 2 | 288 | 241 | 47   |
| 3    | Serbie (poule D)      | 6   | 4 | 2 | 2 | 335 | 289 | 46   |
| 4    | Slovaquie (poule E)   | 6   | 4 | 2 | 2 | 271 | 228 | 43   |
| 5    | Monténégro (poule C)  | 6   | 4 | 2 | 2 | 267 | 249 | 18   |
| 6    | Biélorussie (poule G) | 6   | 4 | 2 | 2 | 272 | 265 | 7    |
| 7    | Israël (poule H)      | 6   | 4 | 2 | 2 | 255 | 263 | -8   |
| 8    | Suède (poule I)       | 6   | 4 | 2 | 2 | 250 | 262 | -12  |
| 9    | Croatie (poule B)     | 5   | 4 | 1 | 3 | 273 | 296 | -23  |